# Thomas Vogel (Musiker)
Thomas Vogel (* 1964 in Waldulm) ist ein deutscher Jazzmusiker (Trompete, auch Posaune).

## Leben und Wirken
Vogel trat mit zehn Jahren dem örtlichen Musikverein bei und fing an, Trompete zu lernen. Später nahm er Unterricht an der Musikschule in Offenburg bei Georg Weyrerer, einem Fan von Maynard Ferguson. Im Alter von 15 Jahren wurde er Mitglied von Weyerers Bigband. Nach dem Abitur trat er als Zeitsoldat in das Musikkorps der Bundeswehr ein, wo er zum klassischen Trompeter ausgebildet wurde. Nach vier Jahren verließ er die Truppe und studierte an der Musikhochschule Köln bei Manfred Schoof. 
Zeitgleich wurde Vogel 1988 in das Bundesjazzorchester aufgenommen, dem er bis 1991 angehörte, spielte aber auch in den Formationen von Thilo Berg und Rainer Pusch sowie als Studiomusiker und beim Musical Starlight Express. 1990 wurde er dann von Erwin Lehn als Erster Trompeter in die SWR-Bigband verpflichtet, in der er zwölf Jahre wirkte und mit der auch mehrere CDs entstanden. Seit 2002 ist er stellvertretender Erster Trompeter in der hr-Bigband und an dessen Produktionen beteiligt. Er arbeitete auch bei Ernst Mosch und Fritz Münzer, mit den Bläck Fööss, Tom Gaebel und Shirley Bassey. Er ist auch auf Alben von Helen Schneider, Chris Walden, Paul Kuhn, Dieter Reith, der Frankfurt Jazz Big Band, der Big Band Convention und dem Sunday Night Orchestra zu hören.